# A' Katīgoria 2007-2008
L'edizione 2007-2008 della A' Katīgoria fu la 69ª del massimo campionato di calcio cipriota, la prima soprannominata Marfin Laiki League (a causa di una sponsorizzazione); vide la vittoria finale dell'Anorthōsis, che conquistò il suo tredicesimo titolo.
Capocannoniere del torneo furono Łukasz Sosin dell'Anorthōsis e David Pereira da Costa del Doxa Katōkopias con 16 reti.

## Formula
Per il primo anno venne inaugurata una nuova formula: le 14 squadre partecipanti disputarono inizialmente il campionato incontrandosi in due gironi di andata e ritorno, per un totale di 26 giornate, come nelle precedenti stagioni. Al termine della prima fase retrocedevano direttamente.
A questo punto si formarono tre gironi di quattro squadre: nel primo si decideva lo scudetto e un posto in Coppa Uefa. La vincitrice del secondo girone avrebbe avuto diritto ad un posto in Intertoto. L'ultima classificata del terzo girone sarebbe stata la terza squadra a retrocedere. Per ciascuno dei tre gironi erano previste sei partite, tre di andata e tre di ritorno.
I punti della prima fase si sommarono a quelli della seconda: in totale, quindi, le squadre disputarono 32 incontri, tranne le ultime due, ferme a 26 incontri. Da questa stagione, in caso di arrivo in parità di due o più squadra, prevale lo scontro diretto e la classifica avulsa anziché la differenza reti e il numero di gol segnati.

## Classifica finale della Prima Fase
|  |    | Classifica finale I fase | G  | V  | N | P  | GF | GS | Dif | Pt |
|  | -- | ------------------------ | -- | -- | - | -- | -- | -- | --- | -- |
|  | 1  | Anorthōsis               | 26 | 19 | 7 | 0  | 49 | 13 | +36 | 64 |
|  | 2  | APOEL (C)(CC)            | 26 | 16 | 5 | 5  | 51 | 19 | +32 | 53 |
|  | 3  | Omonia                   | 26 | 14 | 6 | 6  | 36 | 22 | +14 | 48 |
|  | 4  | AEK Larnaca              | 26 | 12 | 5 | 9  | 34 | 32 | +2  | 41 |
|  | 5  | Apollōn Limassol         | 26 | 10 | 9 | 7  | 40 | 33 | +7  | 39 |
|  | 6  | APOP Kinyras             | 26 | 10 | 7 | 9  | 35 | 35 | +0  | 37 |
|  | 7  | EN Paralimni             | 26 | 10 | 6 | 10 | 28 | 30 | -2  | 36 |
|  | 8  | Ethnikos Achnas          | 26 | 11 | 1 | 14 | 34 | 35 | -1  | 34 |
|  | 9  | Doxa Katōkopias          | 26 | 9  | 7 | 10 | 38 | 40 | -2  | 34 |
|  | 10 | Alkī Larnaca             | 26 | 7  | 6 | 13 | 32 | 40 | -8  | 27 |
|  | 11 | Arīs Limassol            | 26 | 7  | 6 | 13 | 24 | 35 | -11 | 27 |
|  | 12 | AEL Limassol             | 26 | 7  | 6 | 13 | 28 | 38 | -10 | 27 |
|  | 13 | Nea Salamis              | 26 | 6  | 6 | 14 | 28 | 54 | -26 | 24 |
|  | 14 | Olympiakos Nicosia       | 26 | 3  | 5 | 18 | 23 | 54 | -31 | 14 |

G = Partite giocate; V = Vittorie; N = Nulle/Pareggi; P = Perse; GF = Goal fatti; GS = Goal subiti; DIF = Differenza reti;
- (C): Campione nella stagione precedente
- (CC): Vince la Coppa di Cipro

## Seconda Fase
G = Partite giocate; V = Vittorie; N = Nulle/Pareggi; P = Perse; GF = Goal fatti; GS = Goal subiti; DIF = Differenza reti;

### Gruppo A
|  |   | Classifica finale II fase | G  | V  | N  | P  | GF | GS | Dif | Pt |
|  | - | ------------------------- | -- | -- | -- | -- | -- | -- | --- | -- |
|  | 1 | Anorthōsis                | 32 | 20 | 12 | 0  | 58 | 19 | +39 | 72 |
|  | 2 | APOEL                     | 32 | 18 | 7  | 7  | 58 | 28 | +30 | 61 |
|  | 3 | Omonia                    | 32 | 14 | 10 | 8  | 42 | 31 | +11 | 52 |
|  | 4 | AEK Larnaca               | 32 | 14 | 8  | 10 | 46 | 42 | +4  | 50 |

### Gruppo B
|  |   | Classifica finale II fase | G  | V  | N  | P  | GF | GS | Dif | Pt |
|  | - | ------------------------- | -- | -- | -- | -- | -- | -- | --- | -- |
|  | 5 | Apollōn Limassol          | 32 | 12 | 11 | 9  | 49 | 41 | +8  | 47 |
|  | 6 | EN Paralimni              | 32 | 13 | 7  | 12 | 42 | 45 | -3  | 46 |
|  | 7 | Ethnikos Achnas           | 32 | 13 | 4  | 15 | 44 | 43 | +1  | 43 |
|  | 8 | APOP Kinyras              | 32 | 11 | 9  | 12 | 47 | 49 | -2  | 42 |

### Gruppo C
|  |    | Classifica finale II fase | G  | V  | N | P  | GF | GS | Dif | Pt |
|  | -- | ------------------------- | -- | -- | - | -- | -- | -- | --- | -- |
|  | 9  | AEL Limassol              | 32 | 11 | 7 | 14 | 39 | 45 | -6  | 40 |
|  | 10 | Alkī Larnaca              | 32 | 11 | 7 | 14 | 41 | 44 | -3  | 40 |
|  | 11 | Doxa Katōkopias           | 32 | 10 | 9 | 13 | 43 | 48 | -5  | 39 |
|  | 12 | Arīs Limassol             | 32 | 8  | 6 | 18 | 31 | 48 | -17 | 30 |

## Verdetti
- Anorthosis Campione di Cipro 2007-2008.
- Aris Limassol, Nea Salamis e Olympiakos Nicosia retrocesse in Seconda Divisione.

### Qualificazioni alle Coppe europee
- UEFA Champions League 2008-2009: Anorthosis qualificato al primo turno preliminare.
- Coppa UEFA 2008-2009: APOEL (come vincitore di Coppa) e Omonia qualificate al primo turno preliminare.
- Coppa Intertoto 2008: Ethnikos Achnas qualificato.